# 川西和露
川西 和露（かわにし　わろ、1875年（明治8年）4月20日 - 1945年（昭和20年）4月1日）は日本の俳人、俳書収集家。本名は徳三郎。

## 経歴
兵庫県神戸市に生まれる。兵庫県立神戸商業高等学校卒業後、鉄材商を営む。俳句は河東碧梧桐に師事。俳誌「阿蘭陀渡」を創刊。句集に「和露句集」がある。
碧梧桐主宰の俳誌『海紅』に創刊号から参画した。